# Cacahual (Colombie)
Pour les articles homonymes, voir Cacahual.
Cacahual est un corregimiento départemental de Colombie, situé dans le département de Guainía.